# Freddy Eusebio Rincón
Freddy Eusebio Rincón (castellà: Freddy Rincón)  (Buenaventura, 14 d'agost de 1966 - Cali, 13 d'abril de 2022) va ser un futbolista professional colombià.

## Trajectòria esportiva
Va jugar un total de 84 partits (17 gols) amb Colòmbia entre els anys 1990 i 2001 Jugà els Mundials de 1990, 1994, i 1998.
Pel que fa a clubs, la seva carrera transcorregué majoritàriament al Brasil. Els seus club foren: Atlético Buenaventura el 1986, seguit d'Independiente Santa Fé i América de Cali (Colòmbia), SSC Napoli (Itàlia), Reial Madrid (Espanya), Palmeiras, Santos, i Corinthians (Brasil). A Corinthians fou campió brasiler els anys 1998 i 1999.
El 2005 començà la seva carrera d'entrenador al club brasiler Iraty. El 2006 ingressà al São Bento, i posteriorment a altres equips. Va morir en un accident de trànsit a la ciutat de Cali, a Colòmbia, el 13 d'abril de 2022.